# 代替放送
代替放送（だいたいほうそう）は、何らかの理由により一部または全部が放送できなかった番組を、後から別の時間帯で放送することである。振替放送（ふりかえほうそう）と呼ばれることもある。

## 概要
放送を予定していた番組が何らかの理由により放送休止・中断した場合や、番組を正常な状態で送り届けられなかった場合に、その分を補填する目的で放送される。また、本来の放送時間に臨時のローカル番組が組まれた場合も、調整などのために後日放送される場合がある。
一般的に、番組本来の放送時間とは異なる時間帯で放送されることが多い（レギュラー番組の場合は、次回以降の本放送時間に繰り下げて放送する場合もある）。影響が及んだのが一部の地域だけの場合はその地域に限り放送される場合が多いが、影響を受けなかった地域にも放送されることがある。また臨時番組が組まれた場合は後日ではなく、本来の放送時間より前倒しして放送する場合もある。
順延により本来の放送日に合わせたシナリオとずれてしまった場合は、テロップを入れたうえで放送を行う場合がある。
TBS系列ではJNN協定により、代替放送が行われないケースも生じていた（主にローカルのナイター中継があった場合）。逆に、テレビ朝日系列は番組を差し替える場合、テレビ朝日（番組によっては朝日放送テレビ）の許可と後日の代替放送が原則として義務付けられている。

## 代替放送が行われるケース
1. 初回放送時に、放送事故で映像や音声が途切れてしまった。
2. 中継局や送信所の機能停止により、停波してしまった。
3. 事件や災害の発生により、報道特別番組に差し替えられた[1]。
4. 内容に問題があったため、問題のある個所を修正した後に改めて放送を行う。
5. 何らかの理由により番組自体が休止したため、休止分の調整を行う。
6. スポーツ中継などへの差し替えや、編成の都合により放送できなかった分の放送を行う[2]。
7. 雨傘番組用として作られたが、放送の機会が無かったため、別の時間帯で放送を行う。
8. 放送自体は最後まで行われたが、何らかの理由により放送開始時刻が予定より大幅に遅れた、もしくは長時間の中断があった。
9. 自然災害などによる停電で、番組を視聴できない地域が発生したため、改めて放送を行う。
10. 何らかの理由により番組内容が大幅に変更されたため、改めて放送を行う。
11. 別日に放送する予定の内容を誤って放送したため、その調整を行う。
12. 本来の放送予定日までに完パケが用意出来なかったため、完成後に放送を行う。